# Пустые слова
Пустые слова (англ. Lip Service) — британский драматический телесериал, премьера которого состоялась 12 октября 2010 года на канале BBC Three. В декабре 2010 года было объявлено о продлении сериала на второй сезон, съемки которого стартовали в мае 2011 года. Показ второго сезона начался на канале BBC Three 20 апреля 2012 года. В январе 2013 года создательница сериала Харриет Браун объявила, что канал закрыл сериал без объяснения причин.

## Сюжет
Сериал повествует о жизни и любовных приключениях группы лесбиянок в современной Шотландии. Фрэнки (Рута Гедминтас), талантливый, но эмоционально безрассудный фотограф, возвращается в Глазго из Нью-Йорка, где провела последние два года, сбежав от бывшей возлюбленной, архитектора Кэт (Лора Фрейзер). Появление Фрэнки так сильно расстраивает Кэт, что она чуть не ставит под угрозу её свидание вслепую с горячим детективом Сэм (Хизер Пис). В это же время у соседки Кэт, начинающей актрисы Тесс, происходит унизительная стычка с её бывшей подружкой, но, кажется, всё начинает налаживаться, когда она случайно знакомится с великолепной, но, очевидно, гетеросексуальной телеведущей Лу Фостер (Роксанна Макки).

## В ролях
| Актёр                | Роль          | Сезон |
| -------------------- | ------------- | ----- |
| Лора Фрейзер         | Кэт Маккензи  | 1—2   |
| Рута Гедминтас       | Фрэнки Алан   | 1—2   |
| Хизер Пис            | Сэм Маррей    | 1—2   |
| Фиона Баттон         | Тесс Робертс  | 1—2   |
| Иман Эллиотт         | Джей Адамс    | 1—2   |
| Джеймс Энтони Пирсон | Эд Маккензи   | 1—2   |
| Наташа О'Киф         | Сэди Андерсон | 1—2   |
| Стивен Кри           | Райдер        | 1—2   |
| Роксанна Макки       | Лу Фостер     | 1     |
| Каш Джамбо           | Бэкки         | 1     |
| Лоррэйн Барроуз      | Фин           | 1     |
| Анна Скеллерн        | Лекси Прайс   | 2     |
| Адам Синклер         | Деклан Лав    | 2     |
| Нив Макинтош         | Лорен         | 2     |
| Алана Худ            | Би            | 2     |
| Синед Кинэн          | Нора          | 2     |

## Производство
Когда BBC попросили Харриет Браун создать британскую лесбийскую драму, первая идея, которая пришла ей на ум, это была «Плачущая женщина, в неподходящем для этого месте, после того, как узнала, что её бывшая встречается с кем-то другим. Эта сцена была основана на чём-то, что случилось со мной в прошлом», а затем «Кто-то возвращается из Нью-Йорка и приводит её бывшую в состояние паники». Эти две сцены привели к созданию трех главных героинь: Тесс, Кэт и Фрэнки.
Хизер Пис изначально пробовалась на роль Фрэнки. И она была первой, кого утвердили на роль.
Первоначально действие должно было происходить в Лондоне, но от этого решили отказаться, потому что пути героев постоянно должны были пересекаться, и шоу перенесли в небольшой по сравнению с Лондоном Глазго.